# Dorin Goian
Dorin Nicolae Goian (* 12. prosince 1980, Suceava, Rumunsko) je rumunský fotbalový obránce a reprezentant, v současnosti hráč řeckého klubu Asteras Tripolis FC.
 Mimo Rumunsko působil na klubové úrovni v Itálii, Skotsku a Řecku.

## Klubová kariéra
- Foresta Fălticeni B 1997–1998
- Foresta Fălticeni 1999–2002
- →  FC Gloria Buzău (hostování) 1999–2000
- FC Ceahlăul Piatra Neamț 2002–2003
- FCM Bacău 2003–2005
- FC Steaua București 2005–2009
- US Città di Palermo 2009–2011
- Rangers FC 2011–2013
- →  Spezia Calcio (hostování) 2012–2013
- Asteras Tripolis FC 2013–

## Reprezentační kariéra
V A-týmu Rumunska debutoval 16. 11. 2005 v přátelském zápase v Bukurešti proti mužstvu Nigérie (výhra 3:0). Zúčastnil se EURA 2008 v Rakousku a Švýcarsku.